# Ibn Abd al-Hakam
Abū l-Qāsim ʿAbd al-Raḥmān ibn ʿAbd Allāh ibn ʿAbd al-Ḥakam ibn Aʿyān al-Qurashī al-Mișrī, noto come Ibn ʿAbd al-Ḥakam (in arabo أبو القاسم عبد الرحمن بن عبد الله بن عبد الحكم بن اعين القرشي المصري‎?; al-Fusṭāṭ, 803 – 871), è stato uno storico arabo-egiziano.
Autore di una celebre opera che, in ambito orientalistico comparve col titolo The Conquest of Egypt and North Africa and Spain (in arabo فتح مصر و المغرب و الاندلس‎?, Fatḥ Mișr wa l-Maghrib wa l-Andalus) e che viene giudicata una delle prime opere di storia in lingua araba che siano sopravvissute fino ai nostri giorni.

## Biografia
Il padre dell'Autore, ʿAbd Allāh, e il fratello Muḥammad furono le autorità-guida egiziane del loro tempo (primi del IX secolo del madhhab malikita. Dopo la morte del padre, la famiglia fu perseguitata dal Califfo abbaside mutazilita al-Wāthiq per la sua adesione alla dottrina ortodossa sunnita asharita e su di essa gravò a lungo una specie di damnatio memoriae. 

Nel corso del califfato di al-Mutawakkil (che restaurò il sunnismo, lo storico e i suoi fratelli furono peraltro accusati di appropriazione indebita di una tenuta di un defunto, imprigionati e uno dei fratelli patì addirittura la tortura da parte dei suoi carcerieri.
ʿAbd al-Raḥmān ibn ʿAbd al-Ḥakam fu più un tradizionista che un puro storico. Era interessato più che altro agli eventi storici che caratterizzarono i primi costumi arabo-musulmani, cui egli si riferiva nell'insegnare diritto islamico. Le sue fonti d'informazione erano i libri compilati dai primissimi tradizionisti musulmani, oggi andati perduti, e le fonti orali quali il suo stesso genitore.

## Opere
Dell'Autore sopravvivono quattro manoscritti di carattere storico, tutti considerati germinati da un'unica opera, forse copiata dai suoi studenti. Due di essi sono intitolati semplicemente Fatḥ Mișr (in arabo فتح مصر‎?, Conquista dell'Egitto), uno è invece intitolato Fatḥ Mișr wa akhbārahā (in arabo فتح مصر و أخبارها‎?, Conquista dell'Egitto e notizie su di essa), e l'ultimo riporta il titolo pieno scritto in apice al presente lemma.
Un'edizione critica dell'intero testo arabo è stata pubblicata da Charles C. Torrey. Una parte minore del lavoro, riguardante la conquista islamica della Spagna, è stata tradotta in inglese da John Harris Jones (Göttingen, W. Fr. Kaestner, 1858, pp. 18–22). Le sezioni su al-Andalus e Nordafrica sono state tradotte in parte in francese e spagnolo da un certo numero di studiosi storici arabisti. Buona parte del lavoro è dedicata ala storia leggendaria dell'Egitto preislamico, alla conquista musulmana dell'Egitto da parte degli Arabi e ai primi insediamenti musulmani e ai primi giudici musulmani in Egitto.
Il limite del lavoro è, come tutta la produzione scritta di storia islamica, quello di essere stato scritto due secoli dopo gli avvenimenti narrati, con inevitabili approssimazioni, storture e inserimenti di sapore leggendario.